# 山梨県道507号野田尻四方津停車場線
山梨県道507号野田尻四方津停車場線（やまなしけんどう507ごう のたじりしおつていしゃじょうせん）は、山梨県上野原市を起点・終点とする一般県道である。

## 概要

### 路線データ
- 起点：山梨県上野原市野田尻（信号無交差点＝山梨県道30号大月上野原線交点）
- 終点：山梨県上野原市四方津（中央本線四方津駅）

## 通過する自治体
- 山梨県上野原市

## 交差・接続する道路
- 山梨県道30号大月上野原線（上野原市野田尻・信号無交差点）
- 国道20号（上野原市四方津・信号無交差点） ※60mほど重複

## 周辺
- 上野原市立平和中学校
- 上野原市役所 大目支所
- 大目郵便局
- 四方津駅